# 1253 Фризія
1253 Фризія (1253 Frisia) — астероїд головного поясу, відкритий 9 жовтня 1931 року.
Тіссеранів параметр щодо Юпітера — 3,169.